# Campeonato Sudamericano de Voleibol Femenino de 1985
El Campeonato Sudamericano de Voleibol Femenino de 1985 corresponde a la XVI edición del Campeonato Sudamericano de Voleibol Femenino. Fue realizado en la ciudad de Caracas, Venezuela, entre el 25 de julio y el 1 de agosto de 1985. La selección de Perú se coronó campeón del torneo, adquiriendo el derecho de clasificar al Campeonato Mundial de Voleibol Femenino de 1985.

## Equipos participantes
- Brasil
- Colombia
- Perú
- Venezuela

## Resultados

### Ronda final
|  | Semifinales | Semifinales |   |           | Final     | Final |  |
|  |             |             |   |           |           |       |  |
|  |             |             |   |           |           |       |  |
|  |             |             |   |           |           |       |  |
|  | Colombia    | 0           |   |           |           |       |  |
|  | Perú        | 3           |   |           |           |       |  |
|  |             |             |   |           |           |       |  |
|  |             |             |   |           |           |       |  |
|  |             |             |   |           | Perú      | 3     |  |
|  |             | Brasil      | 1 |           |           |       |  |
|  |             |             |   |           |           |       |  |
|  |             |             |   |           |           |       |  |
|  |             |             |   |           | 3º puesto |       |  |
|  |             |             |   |           |           |       |  |
|  | Brasil      | 3           |   | Venezuela | 3         |       |  |
|  | Venezuela   | 0           |   |           | Colombia  | 0     |  |

| Perú           |
| Campeón        |
| PERÚ 9º título |

## Clasificación final
| Pos | Equipo    | J | G | P | SF | SC |
| --- | --------- | - | - | - | -- | -- |
| 1   | Perú      | 5 | 5 | 0 | 15 | 2  |
| 2   | Brasil    | 5 | 3 | 2 | 11 | 7  |
| 3   | Venezuela | 5 | 2 | 3 | 7  | 9  |
| 4   | Colombia  | 5 | 0 | 5 | 0  | 15 |

- Perú clasifica al Campeonato Mundial de Voleibol Femenino de 1986.
- Brasil clasifica a la Copa Mundial de Voleibol Femenino de 1985, al que Perú estaba clasificado por haber participado en el Mundial de 1982.
- Venezuela clasifica al repechaje clasificatorio al Mundial de 1986.